# Dale (Illinois)
Dale es una comunidad no incorporada que se encuentra en el condado de Hamilton, Illinois, Estados Unidos. La elevación de Dale es de 400 pies.
La comunidad está en la zona sísmica del valle de Wabash.

## Historia
Dale se trazó alrededor de 1871 cuando el ferrocarril se amplió hasta ese punto. La comunidad recibió su nombre de Reuben Dale, el propietario de un molino local. Una oficina de correos llamada Dale funciona desde 1882.